# Número de Crocco
El número de Crocco {\displaystyle (Cr)} es un número adimensional que se utiliza en la mecánica de fluidos para caracterizar la compresibilidad de los fluidos y es bastante importante. Como tal, corresponde a la relación de la velocidad de un gas y la velocidad del mismo gas expandido a 0 K de forma isentrópica, es decir, que la entropía del sistema permanece constante.
Este número lleva el nombre de Luigi Crocco, físico e ingeniero aeronáutico italiano-estadounidense.
Además, él fue uno de los principales académicos del mundo en el campo de la aerodinámica teórica y la propulsión de cohetes.
El número se define de la siguiente forma:
{\displaystyle Cr={\frac {v}{v_{max}}}=\left[1+{\frac {2}{(\gamma -1)M^{2}}}\right]^{-{\frac {1}{2}}}}
dónde:
- v = velocidad,
- v max = la velocidad máxima posible para un gas ideal detenido de forma isentrópica,
- γ = relación de capacidades de masa térmica {\displaystyle {\frac {C_{p}}{C_{v}}}} ,
- M = número de Mach .